# Waiʻaleʻale
Der Waiʻaleʻale (deutsch meist Waialeale) ist ein Schildvulkan und nach dem Kawaikini der zweithöchste Berg auf der Insel Kauaʻi in Hawaii. Der Name bedeutet in der hawaiischen Sprache „plätscherndes“ oder „überlaufendes Wasser“.
Der Gipfel des 1569 Meter hohen Waiʻaleʻale ist ganzjährig durch Wolken verhangen. Sehr gleichmäßige, feuchte, nordöstliche Passatwinde treffen auf die steile Nordostflanke des Berges, deren Hänge eine durchschnittliche Neigung von über 110 % aufweisen. Dadurch entstehen aufsteigende Hangwinde, wobei das reichlich enthaltene Wasser als Steigungsregen abregnet.
Da diese Witterung sehr stabil ist, regnet es an 335 Tagen im Jahr, wobei ständig große Regenmengen auf einem sehr kleinen Areal fallen. Zusammen ergibt dies eine enorme durchschnittliche Jahresniederschlagsmenge von etwa 12.000 mm, mit einem Rekord von 17.300 mm im Jahr 1982. Damit ist die Nordostflanke des Waiʻaleʻale einer der regenreichsten Orte der Erde.

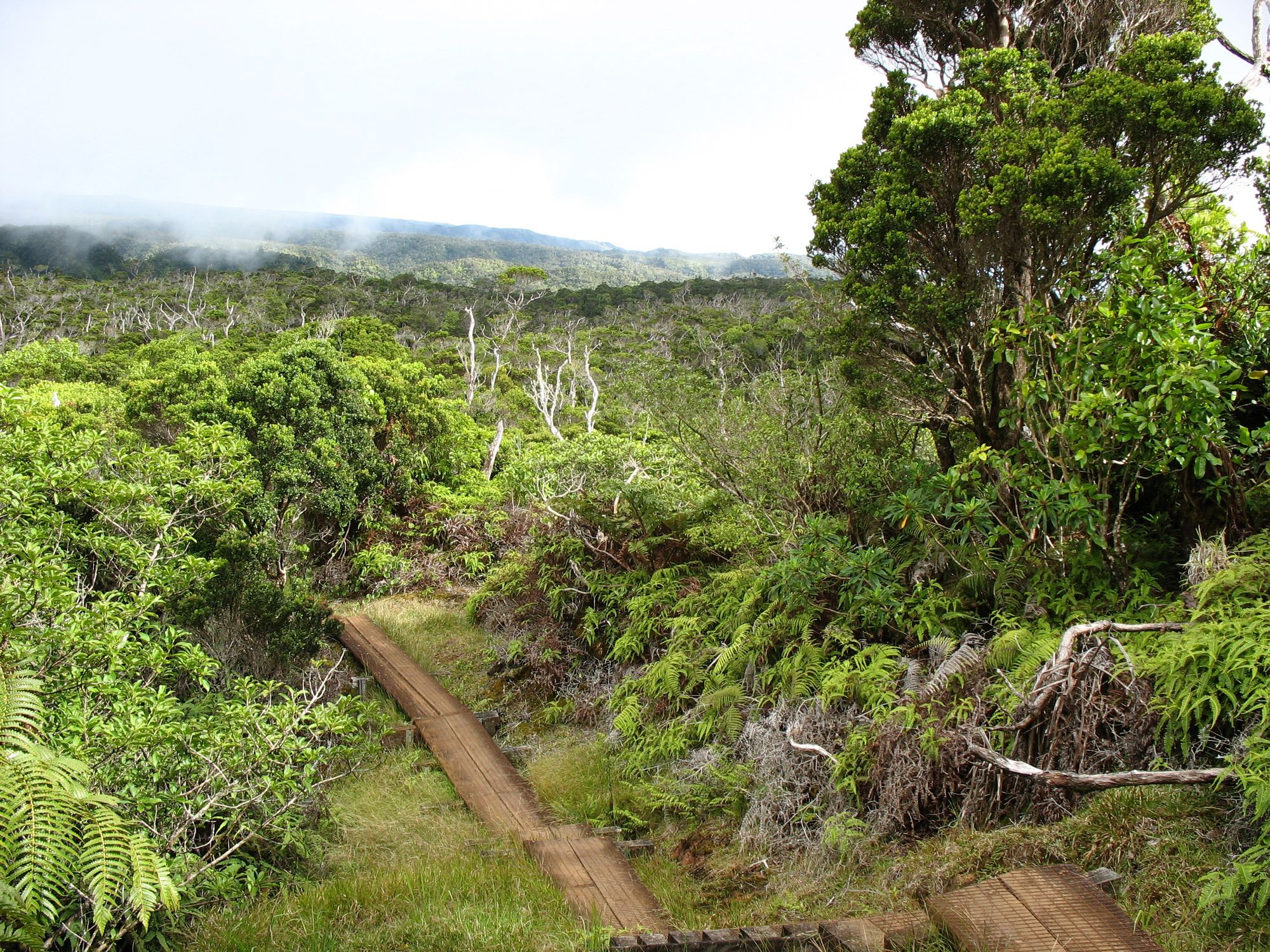
Holzbohlenweg durch die Alakaʻi-Sümpfe am Fuß des Waiʻaleʻale

Die Vegetation auf der Nordostseite besteht aufgrund des tropischen Klimas aus tropischem Regenwald und – auf einem Plateau nahe dem Gipfel – den Alakaʻi-Sümpfen. Letztere sind Teil eines für die Öffentlichkeit weitgehend unzugänglichen Naturreservates.